# 相楽東部広域連合立笠置中学校
相楽東部広域連合立笠置中学校（そうらくとうぶこういきれんごうりつ かさぎちゅうがっこう）は、京都府相楽郡南山城村大字北大河原小字殿田平尾にある公立中学校である。所在地が南山城村であるにもかかわらず名称が笠置中学校となっているのは、もともとは笠置町に笠置本校、南山城村に高山分校・野殿童仙房分教場があったものが、1976年の新校舎完成とともに統合されたためである。通称は「笠中」（かさちゅう）。

## 沿革
- 1949年（昭和24年）4月15日 - 笠置町立笠置中学校・大河原村立大河原中学校・高山村立高山中学校を名目統合し、笠置町外2ヶ村中学校組合立笠置中学校を創立。笠置本校・高山分校・野殿童仙房分教場を設置。
- 1955年（昭和30年）4月1日 - 大河原村と高山村が合併して南山城村が誕生したことに伴い、笠置町南山城村中学校組合立笠置中学校に改称。
- 1976年（昭和51年）2月16日 - 南山城村の月ケ瀬口駅付近に建設していた新校舎が完成し、完全統合。
- 2009年（平成21年）4月1日 - 和束、笠置、南山城の相楽東部3町村の教育委員会が広域連合に移行したことにより、相楽東部広域連合立笠置中学校に改称。

## 校歌
- 福仲種太郎作詞／前田卓央作曲

## 部活動
- 野球部
- バスケットボール部（女子）
- 卓球部（男女）
- 陸上部（男女）
- 駅伝部

## 通学区域
- 笠置町の全域
- 南山城村の全域

## 交通アクセス
- JR関西本線月ケ瀬口駅より徒歩2分。

## コガタノゲンゴロウ復活プロジェクト
南山城村では2009年に京都府レッドデータブックで絶滅種に指定されていたコガタノゲンゴロウの生息が城陽市の環境保護団体によって確認され、団体が捕獲した個体から繁殖させた7匹が本校に贈られ、本校が「復活プロジェクト」に取り組んでいる。

## 著名な卒業生
- ナダル（お笑いコンビ、コロコロチキチキペッパーズのボケ担当）

## 通学区域が隣接している学校
- 相楽東部広域連合立和束中学校
- 木津川市立泉川中学校
- （奈良県）奈良市立興東館柳生中学校
- （奈良県）奈良市立月ヶ瀬中学校
- （三重県）伊賀市立島ヶ原中学校
- （滋賀県）甲賀市立信楽中学校